# أرسينوبيتاين
أرسينوبيتاين هو مركب زرنيخ عضوي صيغته C5H11AsO2؛ وهو يعد المصدر الرئيسي للزرنيخ الموجود في السمك.
يعد هذا المركب مشابهاً بنيوياً لمركب ثلاثي ميثيل الغليسيرين، والذي يعرف بالاسم الدارج «بيتاين». هناك صلة وصل بين الكيمياء الحيوية والاصطناع الحيوي للأرسينوبيتاين وبين تلك لمركبي البيتاين والكولين. يعد مركب الأرسينوبيتاين شائعاً في الأنظمة الحيوية المائية، وهو بالمقارنة مع مركبات الزرنيخ العضوية الأخرى، ذو سمية منخفضة نسبياً.